# Josef Speckbacher

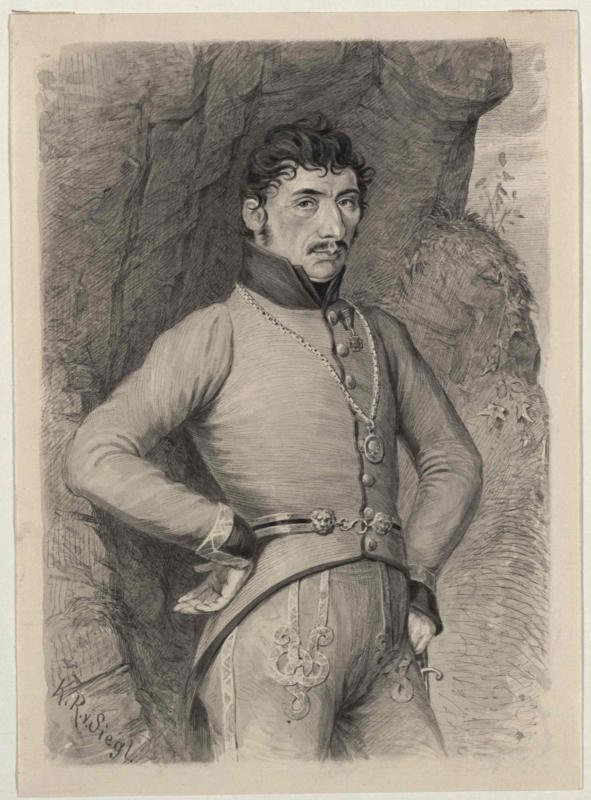
Josef Speckbacher

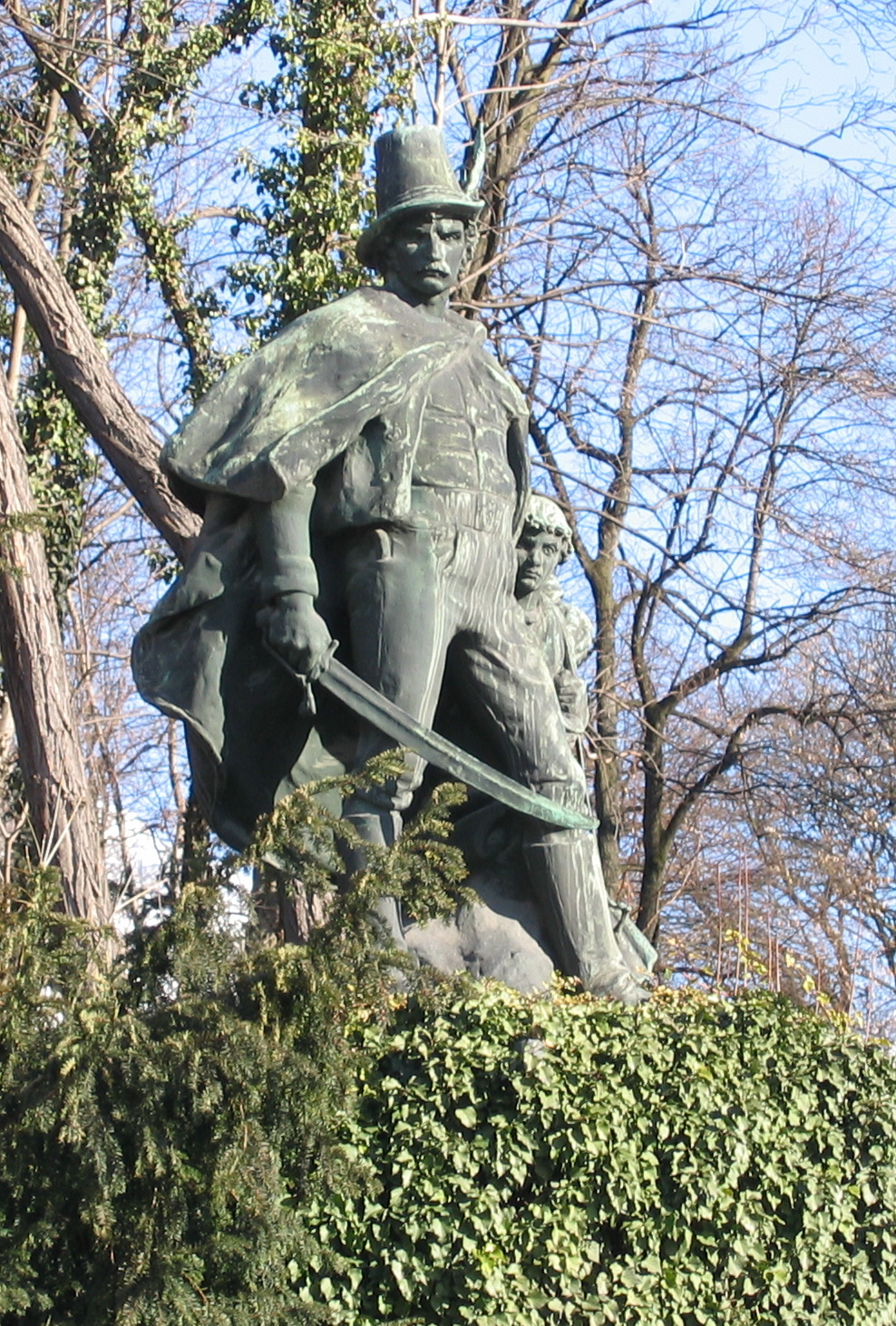
Josef-Speckbacher-Denkmal (Hall in Tirol)

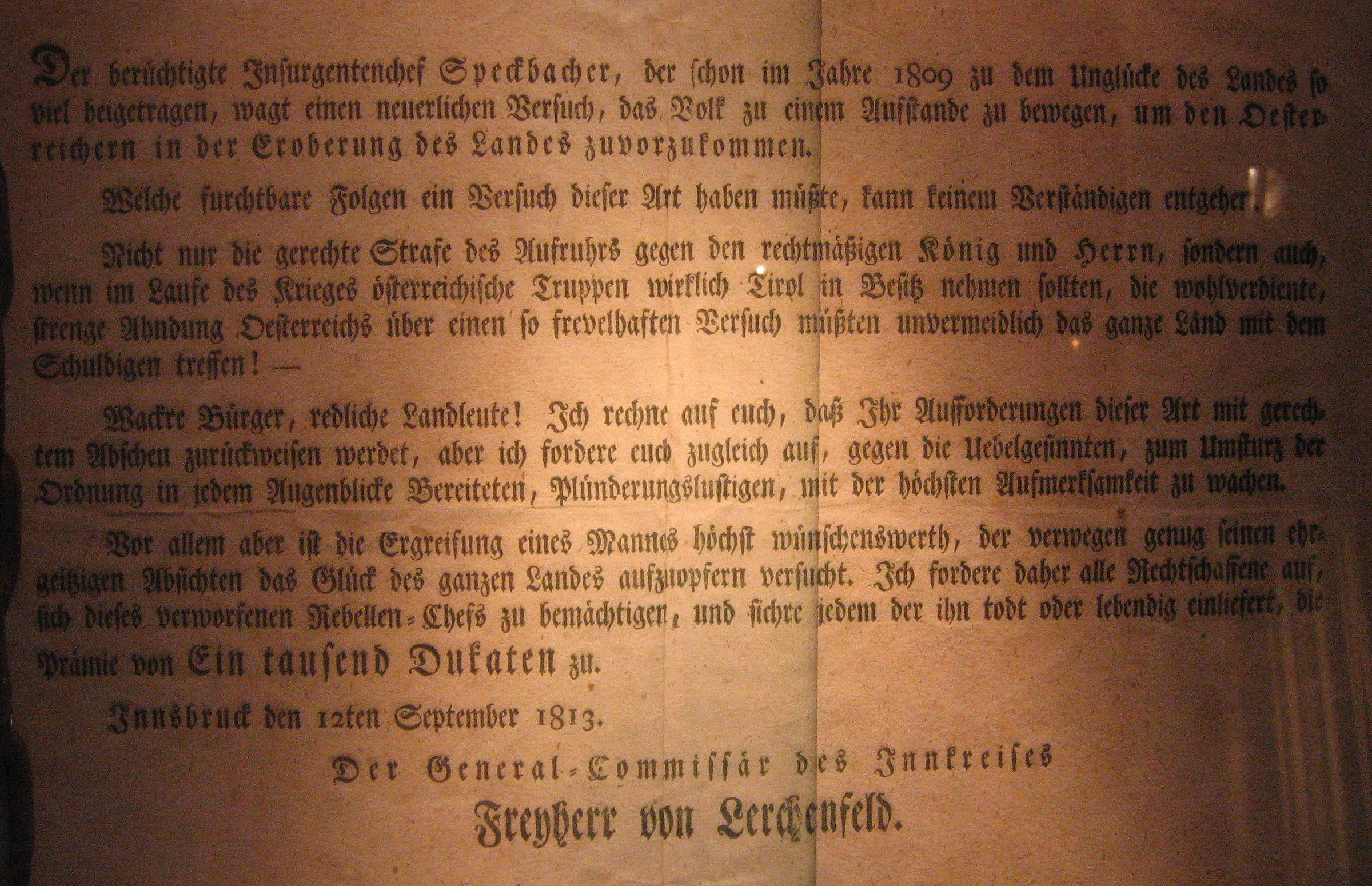
Steckbrief nach Josef Speckbacher von 1813

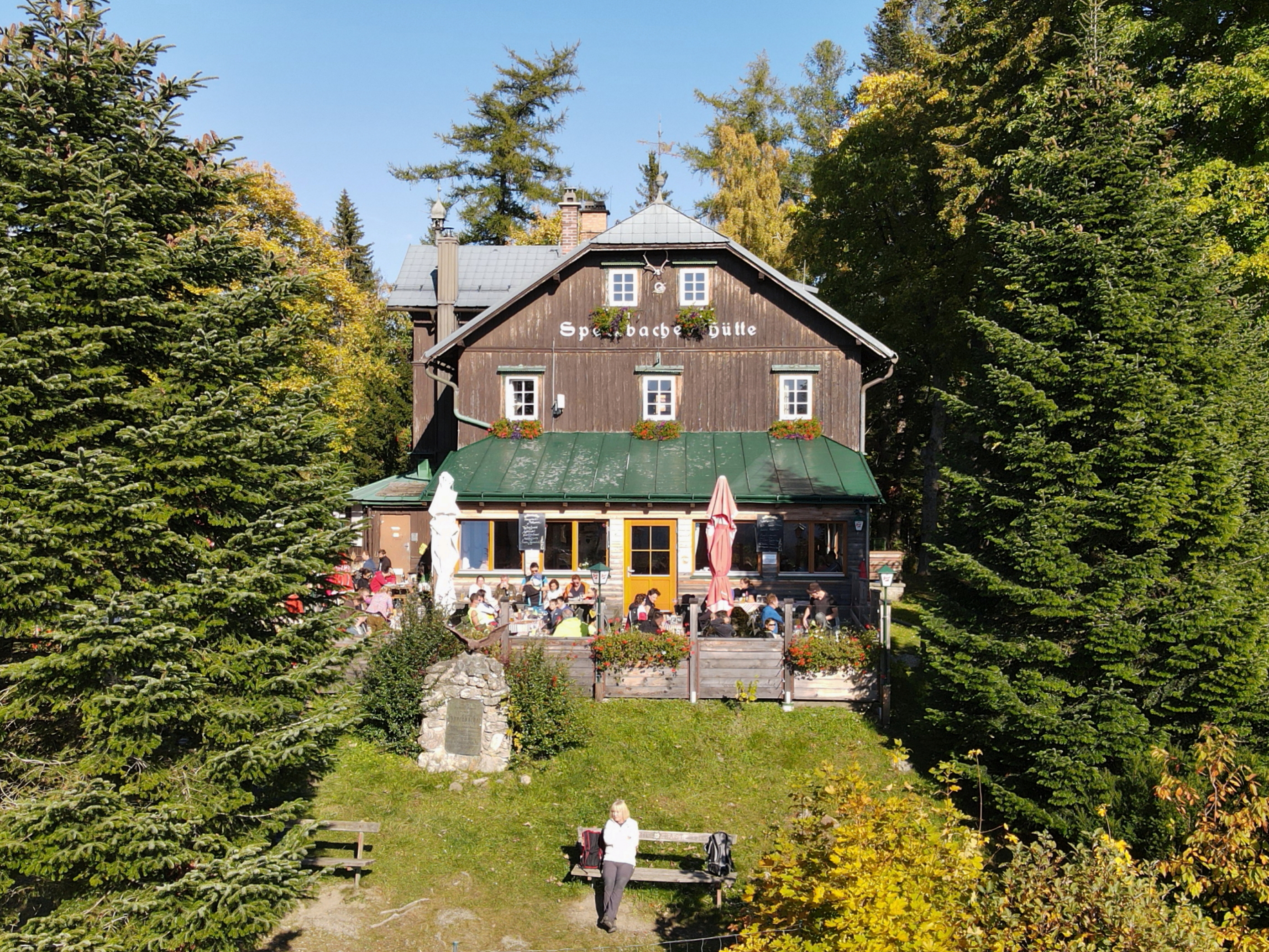
Die Speckbacher Hütte in Niederösterreich, betrieben von der „Alpine Gesellschaft Speckbacher“, und mit einem Speckbacher-Denkmal davor

Josef Speckbacher (* 13. Juli 1767 in Gnadenwald, Tirol; † 28. März 1820 in Hall in Tirol) war Tiroler Freiheitskämpfer und auch als Mann von Rinn nach dem Hof seiner Frau bekannt. 

## Leben
Speckbacher war der Sohn eines Holzlieferanten der Salinen von Hall. Nach nur kurzer Schulbildung bekam er eine Anstellung im Salzbergwerk. Diesen Arbeitsplatz verschaffte ihm seine Familie. Diese brachte er bis dahin immer wieder durch Wildern, aber auch Schlägereien mit Forstbeamten in Schwierigkeiten.
Mit 27 Jahren heiratete Speckbacher 1794 Maria Schmieder von Rinn und war ab dem Tag der Hochzeit auf dem Bauernhof seiner Frau tätig. Zu dieser Zeit kam auch sein Spitzname Mann von Rinn auf. Von allen geachtet, wurde Speckbacher um 1796 in einer politisch brisanten Zeit in den örtlichen Gerichtsausschuss gewählt.
Als es im darauf folgenden Jahr zur Schlacht von Spinges (in Spinges bei Brixen) kam, kämpfte Speckbacher an der Seite des Hauptmanns Philipp von Wörndle (1755–1818) neben Katharina Lanz, der Heldin von Spinges, gegen die Franzosen. Aber auch in den Jahren 1800 und 1805 kämpfte er gegen die französischen Besatzungstruppen und nahm 1809 an der Seite Andreas Hofers an den drei Schlachten am Bergisel teil. Auch sein Vetter Jakob Riedl, dem er schon im Kindesalter ein Gewehr geschenkt hatte, nahm zeitweise unter seiner Führung an den Kämpfen teil.
Nach seinerzeitiger und heutiger Beurteilung gilt Speckbacher als hervorragender Taktiker. Mit seinen irregulären ortskundigen Truppen fügte er gerade im unwegsamen Gebirge den feindlichen Truppen großen Schaden zu. Er besiegte zusammen mit Peter Mayr und Joachim Haspinger die Rheinbunddivision in der Enge von Mittewald-Oberau (Sachsenklemme). 
Im September 1809 schlug er sein Hauptquartier beim Bärenwirt in St. Johann in Tirol auf und bereitete sich auf die Verteidigung der nordöstlichen Landesgrenze am Pass Strub vor. Nachdem er am 17. Oktober 1809 bei Unken und Melleck geschlagen wurde, flüchtete Speckbacher nach Wien, wo er von Kaiser Franz persönlich belobigt und mit einer Medaille ausgezeichnet wurde. Dort wurde er auch im Mai 1810 damit beauftragt, die geflüchteten Tiroler in Südungarn anzusiedeln und war so an der Gründung des Dorfes Tirol im heute rumänischen Teil des Banats beteiligt. Speckbacher hielt sich bis 1814 in Wien auf und wohnte in dieser Zeit bei seinem Kampfgefährten Jacob Troggler. Erst als 1814 Tirol wieder mit Österreich vereinigt wurde, konnte Speckbacher sicher nach Hall zurückkehren, wo er als k.k. Major seinen Ruhestand verbrachte.
1820 zog sich Speckbacher ein Nierenleiden zu, dessen Ursachen sicherlich in den Kriegszeiten zu suchen sind. Nach mehreren Wochen heftigster Schmerzen starb Speckbacher im Alter von 53 Jahren am 28. März 1820 in Hall. Zu Ehren seines Begräbnisses am 30. März in Hall zogen mehrere Schützenkompanien auf. Am 20. April 1858 wurden seine sterblichen Überreste feierlich exhumiert und in der Hofkirche von Innsbruck mit eigenem Grabmal neben Andreas Hofer und Joachim Haspinger bestattet.
Josef Speckbacher war über sein Leben weg gesehen ein Draufgänger reinster Sorte, der sich durch Schlauheit und einen ans Tollkühne grenzenden Mut auszeichnete. Seine Geschichte wird in einem Buch Luis Trenkers sehr farbig und lebendig beleuchtet.

## Rezeption
Zu Ehren Josef Speckbachers wurden unter anderen in Kufstein, Wörgl, St. Johann in Tirol, Meran, Reutte, im Innsbrucker Stadtteil Wilten und in Wien-Ottakring Straßen benannt. Auch eine Kaserne in Hall in Tirol trug seinen Namen. Die Speckbacher-Kaserne wurde jedoch 1998 aufgelassen und verkauft.
Pierre Paul Gilmans verfilmte Teile seines Lebens im Stummfilm Speckbacher von 1913 mit Ferdinand Exl in der Hauptrolle.
In Breitenstein (Niederösterreich) am Semmering besteht eine „Alpine Gesellschaft Speckbacher“, die dort eine Berghütte betreibt.